# Explora (programma televisivo)
Explora è stato un programma televisivo italiano di divulgazione scientifica prodotto da Rai Educational in collaborazione con il MIUR (acronimo del Ministero dell'Istruzione, dell'Università e della Ricerca) e il Consiglio Nazionale delle Ricerche, in onda tra il 2003 e il 2009 su vari canali della Rai.

## Storia
Il programma viene trasmesso nell'estate del 2003 nella mattina di Rai 3 col titolo Esplora - La Tv delle scienze da un'idea di Aldo Bruno, Luciano Onder e Marco Salvatore e con la conduzione di Luciano Onder. Nel corso degli episodi, vi sono vari ospiti che commentano temi scientifici. Si tratta della prima produzione di Rai Educational realizzata in convenzione con il MIUR e il CNR. In seguito, la programmazione avviene su Rai Edu 2 col titolo di Explora con cinque puntate settimanali e sempre con la conduzione di Onder. Rispetto alla trasmissione di Rai 3, offre servizi interattivi sul web. Successivamente, nel 2008, passa a Rai Edu 1 con il titolo di Explora Science Now. Gli episodi hanno come ospiti alcuni docenti, ognuno specializzato in una determinata branca della scienza. La prima parte di puntate viene trasmessa dal 5 maggio al 12 giugno 2008, mentre la seconda dall'ottobre al 2 dicembre dello stesso anno, quest'ultime incentrate sulla matematica. Nel 2009 è andato in onda su Rai Storia.
Grazie al programma, otto mila scuole italiane sono state dotate di apparecchi televisivi per seguire gli episodi direttamente in classe.

## Tematiche
Il programma si occupa principalmente di divulgazione scientifica, con temi sulle nuove tecnologie, matematica, scienze della terra, scienze sociali, scienze umanistiche e ingegneria. Si rivolge a un pubblico perlopiù giovanile (studenti universitari e scuola media superiore) e agli scienziati, tecnici e teorici. Le registrazioni avvengono anche nelle scuole, parchi, nei laboratori e in altri luoghi oltreché nello studio televisivo.
L'obbiettivo della trasmissione è quello di essere un ponte tra i cittadini e il campo scientifico e dell'innovazione, come ha affermato Onder in un'intervista. Lo stesso conduttore è anche responsabile del progetto di Explora.

## Contenuti
Tra i servizi che il programma offre si trovano:
- X protagonisti della scienza: in questo contenuto si ripercorre la vita di uno scienziato.
- X Magazine: viene intervistato un esperto in un determinato campo.
- X Incontri: Onder incontra un giovane divulgatore.
- X MIUR informa: vengono esposte varie novità dal Ministero dell'Istruzione.

Vengono anche mostrati documentari originali della BBC e trasmessi in lingua italiana.